# René Dürrbach
 (mai 2021).
Si vous disposez d'ouvrages ou d'articles de référence ou si vous connaissez des sites web de qualité traitant du thème abordé ici, merci de compléter l'article en donnant les références utiles à sa vérifiabilité et en les liant à la section « Notes et références ».
René Dürrbach est un peintre et sculpteur né à Bar-le-Duc le 31 décembre 1910 et mort le 30 juillet 1999 à Saint-Rémy-de-Provence.

## Biographie
D'abord ardoisier, René Dürrbach adhère en 1930 au mouvement de l'Abondance, de Jacques Duboin.
Pendant la Seconde Guerre mondiale, il épouse le 6 juillet 1940 Georgette Thiery à Veynes dans les Hautes-Alpes. Il rencontre Jean Giono qui l'héberge à Céreste, où naissent ses deux premiers enfants, Vanda et Chrysis. 
Après la guerre, il se forme au dessin et à la sculpture à l'académie Julian, dans l'atelier de Marcel Gimond. 
Il divorce à la suite de la rencontre de Jacqueline de la Baume, jeune sculpteur, qu'il épouse en 1949. De cette union naîtront trois enfants, Eloi, Glorvina, et Baltasar. 
Il devient ensuite disciple du peintre Albert Gleizes, qui l'a invité avec sa femme dans sa maison de Cavalaire. Il y commence son œuvre sculptée. Il s'installe au mas Chabert à Saint-Rémy-de-Provence.
À la mort de Gleizes, en 1953, il lui dédie deux bas-reliefs.
Le couple achète, en 1955, le domaine de Trévallon à Saint-Rémy-de-Provence avant d'y habiter en 1972 et d'y planter de la vigne.
Dürrbach a été l'ami de Patrice Stellest, Fernand Léger, Robert Delaunay et Pablo Picasso.
En 1955, il réalise les vitraux et les fonts baptismaux de l'église d'Épenoy dans le Doubs. Il reçoit alors la commande des vitraux de la basilique Notre-Dame d'Espérance de Charleville-Mézières. La totalité des vitraux représente une surface de 1 000 m2 qu'il va réaliser pendant près de vingt-cinq ans. Ils ont été inaugurés en 1979.
Vingt ans après avoir réalisé Guernica, Picasso demande à Jacqueline et René Dürrbach de transposer la peinture en tapisserie. Trois exemplaires sont tissés ; un se trouve dans la salle des délibérations du siège des Nations unies, à New York, un autre au musée Unterlinden de Colmar et le troisième au musée d'art moderne de Gunma au Japon.